# Залівіно (Новосибірська область)
Залівіно (рос. Заливино) — село у Киштовському районі Новосибірської області Російської Федерації.
Входить до складу муніципального утворення Залівінська сільрада. Населення становить 318 осіб (2010).

## Історія
Згідно із законом від 2 червня 2004 року органом місцевого самоврядування є Залівінська сільрада.

## Населення
| 1926 | 2002 | 2007 | 2010 |
| ---- | ---- | ---- | ---- |
| 646  | ↘413 | ↘375 | ↘318 |